# خمول الربيع

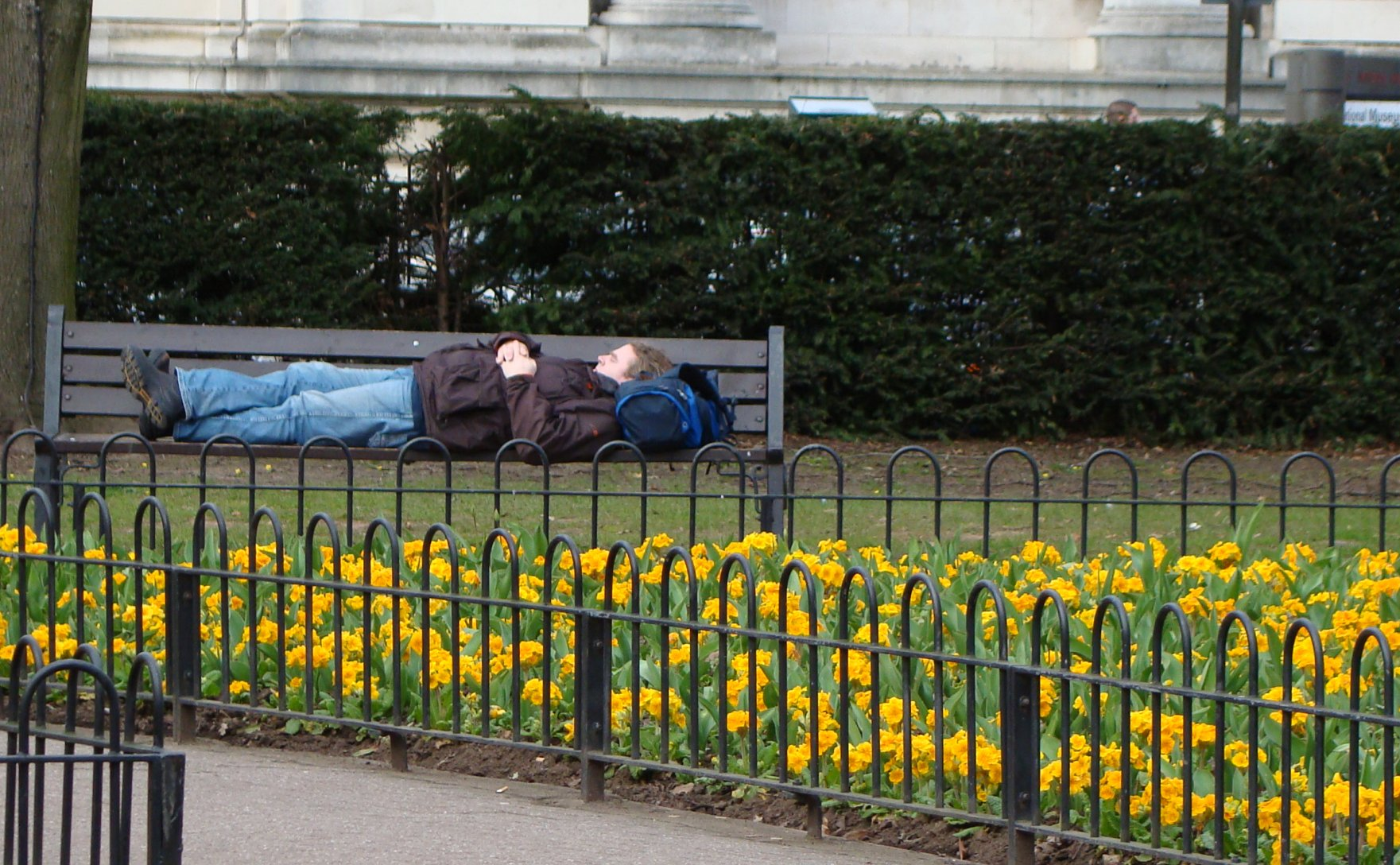
قيلولة الربيع

 خمول الربيع، يشير هذا المصطلح إلى حالة من الإرهاق أو انخفاض الطاقة أو الاكتئاب المرتبط ببداية فصل الربيع، وقد تكون هذه الحالة ناتجة عن رد فعل طبيعي لارتفاع درجات الحرارة، أو قد يكون لها أساس طبي مثل الحساسية أو الاضطراب العاطفي الموسمي «العكسي»، كما يبلغ معدل حالات الانتحار ذروته في بعض المناطق في فصل الربيع. 
وتلعب العوامل النفسية والاجتماعية والثقافية دورًا كبيرًا أيضًا، ولعل السطور الافتتاحية لقصيدة إليوت الكلاسيكية تُعبر عن بعض الارتباطات العاطفية المعقدة التي قد تكون مألوفة لأولئك الذين يعانون من حالات مزاجية سيئة في الربيع:
نيسان هو الأقسى
ينبت الليلك فيه من الأرض الميتة
يمزج الذكريات والرغبات
يثير بأمطار الربيع الجذور الذابلة
- توماس ستيرنز إليوت، قصيدة: الأرض اليباب
ويمكن في بعض الأحيان وصف هذا الخمول أو الاكتئاب بمصطلح «حمى الربيع»، على الرغم من أن هذا المصطلح يرتبط عادة بزيادة الطاقة والقلق في فصل الربيع.
Frühjahrsmüdigkeit المصطلح الألماني 
الذي يُشار إليه ب “اجهاد الربيع" هو اسم يُطلق على وضع مزاجي أو بدني مؤقت يتميز عادةً بحالة من انخفاض الطاقة والإرهاق التي يعاني منها العديد من الأشخاص في فصل الربيع، حيث إنه لا يعتبر من فئة الأمراض التي قد تم تشخيصها بل هي ظاهرة يُعتقد أن سببها تقلّب الفصول، وتفيد التقارير أن ما يقدر بنحو 50-75٪ من الألمانيين قد شعروا بأعراضه.

## الأعراض
تظهر الأعراض في النصف الشمالي من الكرة الأرضية عادةً من منتصف شهر مارس إلى منتصف شهر أبريل، وقد تكون أكثر أو أقل حدّةً حسب الشخص، وأما الأعراض الأكثر شيوعًا فهي: الإرهاق (على الرغم من القدر الكافي من النوم) والحساسية الناتجة عن تغيرات الطقس والدوار والتهيج والصداع وآلام المفاصل والافتقار إلى الدافع في بعض الأحيان.

## الأسباب
على الرغم من أن أسباب الخمول في فصل الربيع لم تتم معالجتها بالكامل بعد، إلا أن التوازن الهرموني قد يلعب دورًا. 
ووفقًا لهذه الفرضية فإن احتياطي الجسم من «هرمون السعادة» السيروتونين الذي يعتمد إنتاجه على ضوء النهار يصبح مستنفدًا خلال فصل الشتاء، مما يجعل الأمر سهًلا على «هرمون النوم» الميلاتونين أن يكون له أثراً، فعندما تصبح الأيام أطول في فصل الربيع، يقوم الجسم بإعادة ضبط مستويات الهرمونات مفرزًا المزيد من هرمونات الإندورفين والتستوستيرون والإستروجين، حيث يسبب هذا التغيير ضغطًا شديدًا على الجسم الذي يستجيب بشعور من التعب.
إضافةً إلى ذلك، عادةً ما تتقلب درجات الحرارة بشكل كبير في فصل الربيع، فعندما ترتفع درجات الحرارة ينخفض ضغط دم الشخص حيث تتوسع الأوعية الدموية، ويطلق على هذا التوسع مسمى توسع الأوعية، كما يلعب الطعام دورًا مهما أيضًا، ففي فصل الشتاء يميل المرء إلى استهلاك سعرات حرارية ودهون وكربوهيدرات أكثر من فصل الصيف، ولكن في المُقابل، ما يحتاجه الجسم خلال فترة تنظيم الهرمونات هو المزيد من الفيتامينات والبروتينات.